# Erzbistum Blantyre
Das Erzbistum Blantyre (lateinisch Archidioecesis Blantyrensis) eines von zwei römisch-katholischen Erzbistümern in Malawi.
Das Bistum wurde am 3. Dezember 1903 von Papst Pius X. als Apostolische Präfektur von Shiré aus dem Vikariat Nyassa heraus gegründet; erster Bischof war der Franzose Auguste Prézeau. Am 14. April 1908 folgte die Umfirmierung zum Apostolischen Vikariat von Shiré, am 15. Mai 1952 die Umfirmierung zum Apostolischen Vikariat von Blantyre. Durch Papst Johannes XXIII. erfolgte am 25. April 1959 die Erhebung zum Erzbistum.
Dem Erzbistum Blantyre mit Sitz in Blantyre sind die Suffraganbistümer Bistum Chikwawa (1965), Bistum Mangochi (1973) und Bistum Zomba (1959) zugeordnet.

## Bischöfe
- Auguste Prézeau, 1903–1909
- Louis-Joseph-Marie Auneau SMM, 1910–1949
- John Baptist Hubert Theunissen SMM, 1949–1967
- James Chiona, 1967–2001
- Tarcisius Gervazio Ziyaye, 2001–2013, dann Erzbischof von Lilongwe
- Thomas Luke Msusa SMM, seit 2013